# Milan Ekert
Milan Ekert (* 2. března 1965 Plzeň) je bývalý český politik, v letech 1996 až 2006 poslanec Poslanecké sněmovny PČR za ČSSD. V letech 2014 až 2018 byl velvyslancem ČR v Bělorusku, v letech 2018 až 2022 pak zastával stejnou funkci v Ázerbájdžánu.

## Biografie
Vystudoval vysokou školu zemědělskou a pak pracoval jako technik, agronom a projektant.
Ve volbách v roce 1996 byl zvolen do poslanecké sněmovny za ČSSD (volební obvod Západočeský kraj). Mandát obhájil ve volbách v roce 1998 a volbách v roce 2002. V letech 1996-1998 zasedal v zemědělském výboru, v letech 1998-2006 ve výboru pro evropskou integraci a v období let 1998-2002 navíc ve výboru rozpočtovém. V letech 2000-2003 působil jako místopředseda poslaneckého klubu ČSSD.
V roce 2004 krátce, do voleb do Evropského parlamentu, zasedal jako kooptovaný poslanec EP, než se mandátu ujali řádně zvolení poslanci za Českou republiku. Ve volbách do EP v roce 2004 kandidoval za ČSSD, ale nebyl zvolen.
Angažoval se v komunální politice. V komunálních volbách roku 1998 neúspěšně kandidoval do zastupitelstva města Klatovy za ČSSD. Zvolen byl v komunálních volbách roku 2002 a komunálních volbách roku 2006. Profesně se k roku 2006 uvádí jako tajemník náměstka ministra.
V roce 2010 se Milan Ekert uvádí jako tiskový atašé českého velvyslanectví v Kyjevě. V letech 2014 až 2018 působil jako velvyslanec v Bělorusku. Od září 2018 působil jako mimořádný a zplnomocněný velvyslanec ČR v Ázerbájdžánu. Funkci zastával do léta 2022.